# Beata Szydło
Beata Maria Szydło geb. Kusińska (uitspraak: [bɛ.ˈata ˈʂɨ.dwɔ]) (Oświęcim, 15 april 1963) is een Poolse politica. In de jaren 2015-2017 was zij premier van Polen, sinds 11 december 2017 is zij vicepremier.
Beata Szydło voltooide in 1987 haar studie etnografie aan de Jagiellonische Universiteit te Krakau en volgde daarna diverse postdoctorale opleidingen op het gebied van management. In de jaren 1998-2005 was zij burgemeester van Brzeszcze en in de jaren 1998-2002 tevens lid van het districtsbestuur van Oświęcim namens Verkiezingsactie Solidariteit (AWS). In 2005 werd zij namens de partij Prawo i Sprawiedliwość (PiS) verkozen in de Sejm, het Poolse lagerhuis. In 2007 en 2011 werd zij herkozen.
In 2010 werd zij vicevoorzitter en in 2014 penningmeester van de PiS. Tijdens de presidentsverkiezingen van 2015 was zij campagneleider van PiS-kandidaat Andrzej Duda. In juni 2015 werd zij in de aanloop naar de parlementsverkiezingen van oktober 2015 door PiS-leider Jarosław Kaczyński naar voren geschoven als kandidate van haar partij voor het premierschap. Nadat deze verkiezingen op een overwinning voor de PiS waren uitgelopen, werd Szydło op 13 november door president Duda aangewezen als nieuwe premier, belast met de opdracht om een nieuwe regering te formeren. Op 16 november werd het kabinet-Szydło door de president beëdigd. Hiermee werd Szydło na Hanna Suchocka en Ewa Kopacz de derde vrouw die in Polen het ambt van premier vervulde.
Op 7 december 2017 bood ze haar ontslag aan als premier. Ze werd opgevolgd door haar partijgenoot, minister van financiën en vicepremier Mateusz Morawiecki. Wel bleef ze deel uitmaken van de regering, ditmaal als vicepremier en in de speciaal voor haar gecreëerde, inhoudsloze functie van "Voorzitter van het Sociaal Comité van de Ministerraad". In juni 2019 veliet ze de regering en werd lid van het Europees Parlement.
- Gemeinsame Normdatei: 110571392X
- Library of Congress Control Number: n2020008725
- Nationale Bibliotheek van Polen: a0000002970427
- Virtual International Authority File: 313026418